# Anthony Davidson
Anthony Denis Davidson, britanski dirkač Formule 1, * 18. april 1979, Hemel Hempstead, Hertfordshire, Anglija, Združeno kraljestvo.
Anthony Davidson je angleški dirkač Formule 1. Prvi priložnosti je dobil v sezoni 2002 v Minardiju na dirkah za Veliko nagrado Madžarske in Belgije, toda obakrat je odstopil. V sezoni 2004 je bil tretji dirkač v moštvu BAR, ki mu je ponudilo tudi naslednjo priložnosti na dirki, in sicer v sezoni 2005 na Veliki nagradi Malezije, toda ponovno je odstopil. V sezoni 2006 je bil tretji dirkač Honde in si s tem prislužil mesto v drugem japonskem moštvu Super Aguri v sezoni 2007, ko je dirkal ob Japoncu Takumi Satu, ko je kot najboljši rezultat sezone dosegel tri enajsta mesta.

## Dirkaški rezultati

### Pregled rezultatov
| Sezona | Serija                                  | Moštvo                       | Dirke         | Pole          | Zmage         | Toč           | Uvr           |
| ------ | --------------------------------------- | ---------------------------- | ------------- | ------------- | ------------- | ------------- | ------------- |
| 1999   | Britanska Formula Ford zimsko prvenstvo | ?                            | ?             | ?             | ?             | 47            | 1.            |
| 2000   | Formula Renault 2000 Eurocup            | ?                            | 8             | 0             | 0             | 4             | 29.           |
| 2000   | Britanska Formula Ford                  | Haywood Racing               | ?             | ?             | 3             | 122           | 3.            |
| 2000   | Formula Ford Festival                   | Haywood Racing               | 1             | 1             | 1             | ?             | 1.            |
| 2001   | Formula 1                               | British American Racing      | Testni dirkač | Testni dirkač | Testni dirkač | Testni dirkač | Testni dirkač |
| 2001   | Britanska Formula 3                     | Carlin Motorsport            | 26            | 7             | 6             | 272           | 2.            |
| 2001   | Evropska Formula 3                      | Carlin Motorsport            | 1             | 1             | 1             | ?             | 1.            |
| 2001   | Masters Formule 3                       | ?                            | 1             | 0             | 0             | ?             | 3.            |
| 2002   | Formula 1                               | Minardi                      | 2             | 0             | 0             | ?             | NC            |
| 2002   | Formula 1                               | British American Racing      | Testni dirkač | Testni dirkač | Testni dirkač | Testni dirkač | Testni dirkač |
| 2003   | Formula 1                               | British American Racing      | Testni dirkač | Testni dirkač | Testni dirkač | Testni dirkač | Testni dirkač |
| 2003   | American Le Mans Series                 | Veloqx/Prodrive Racing (GTS) | 2             | 0             | 0             | 44            | 11.           |
| 2003   | 24 ur Le Mansa                          | Veloqx/Prodrive Racing (GTS) | 1             | 0             | 0             | ?             | NC            |
| 2004   | Formula 1                               | British American Racing      | Testni dirkač | Testni dirkač | Testni dirkač | Testni dirkač | Testni dirkač |
| 2005   | Formula 1                               | British American Racing      | 1             | 0             | 0             | 0             | NC            |
| 2006   | Formula 1                               | Honda                        | Testni dirkač | Testni dirkač | Testni dirkač | Testni dirkač | Testni dirkač |
| 2007   | Formula 1                               | Super Aguri                  | 17            | 0             | 0             | 0             | 23.           |
| 2008   | Formula 1                               | Super Aguri                  | 4             | 0             | 0             | 0             | 22.           |

### Formula 1
(legenda) (odebeljene dirke pomenijo najboljši štartni položaj, poševne pa najhitrejši krog, †-uvrščen kljub odstopu)
| Leto | Moštvo                            | Šasija           | Motor                 | 1       | 2       | 3      | 4       | 5      | 6      | 7      | 8       | 9      | 10     | 11      | 12     | 13      | 14      | 15      | 16      | 17     | 18     | 19  | Prv | Toč |
| ---- | --------------------------------- | ---------------- | --------------------- | ------- | ------- | ------ | ------- | ------ | ------ | ------ | ------- | ------ | ------ | ------- | ------ | ------- | ------- | ------- | ------- | ------ | ------ | --- | --- | --- |
| 2002 | KL Minardi Asiatech               | Minardi PS02     | Asiatech AT02 3.0 V10 | AVS     | MAL     | BRA    | SMR     | ŠPA    | AVT    | MON    | KAN     | EU     | VB     | FRA     | NEM    | MAD Ret | BEL Ret | ITA     | ZDA     | JAP    |        |     | -   | 0   |
| 2004 | Lucky Strike BAR Honda            | BAR 006          | Honda RA004E 3.0 V10  | AVS TD  | MAL TD  | BAH TD | SMR TD  | ŠPA TD | MON TD | EU TD  | KAN TD  | ZDA TD | FRA TD | VB TD   | NEM TD | MAD TD  | BEL TD  | ITA TD  | KIT TD  | JAP TD | BRA TD |     | -   | -   |
| 2005 | Lucky Strike BAR Honda            | BAR 007          | Honda RA005E 3.0 V10  | AVS     | MAL Ret | BAH    | SMR     | ŠPA    | MON    | EU     | KAN     | ZDA    | FRA    | VB      | NEM    | MAD     | TUR     | ITA     | BEL     | BRA    | JAP    | KIT | -   | 0   |
| 2006 | Lucky Strike Honda Racing F1 Team | Honda RA106      | Honda RA806E 2.4 V8   | BAH TD  | MAL TD  | AVS TD | SMR TD  | EU TD  | ŠPA TD | MON TD | VB TD   | KAN TD | ZDA TD | FRA TD  | NEM TD | MAD TD  | TUR TD  | ITA TD  | KIT TD  | JAP TD | BRA TD |     | -   | -   |
| 2007 | Super Aguri F1                    | Super Aguri SA07 | Honda RA807E 2.4 V8   | AVS 16  | MAL 16  | BAH 16 | ŠPA 11  | MON 18 | KAN 11 | ZDA 11 | FRA Ret | VB Ret | EU 12  | MAD Ret | TUR 14 | ITA 14  | BEL 16  | JAP Ret | KIT Ret | BRA 14 |        |     | 23. | 0   |
| 2008 | Super Aguri F1                    | Super Aguri SA08 | Honda RA808E 2.4 V8   | AVS Ret | MAL 15  | BAH 16 | ŠPA Ret | TUR WD | MON    | KAN    | FRA     | VB     | NEM    | MAD     | EU     | BEL     | ITA     | SIN     | JAP     | KIT    | BRA    | 0   | 22. |     |